# Emile Smith Rowe
Emile Smith Rowe (ur. 28 lipca 2000 w Londynie) – angielski piłkarz występujący na pozycji pomocnika w angielskim klubie Fulham F.C. oraz w reprezentacji Anglii. W trakcie swojej kariery grał także w takich zespołach jak Arsenal F.C., RB Leipzig oraz Huddersfield Town.